# Ulf Hultberg
Ulf Roland Emil Hultberg, född 11 april 1945 i Malmö, död 31 mars 2023 på Södermalm i Stockholm, var en svensk regissör, manusförfattare, filmproducent och filmfotograf.
Hultberg tog en filosofie kandidatexamen med film som huvudämne. Han var anställd på Sveriges Television som TV-producent 1968-1988. Han har regisserade bland annat och skrev manus till de flesta av dokumentärfilmerna Mitt på jorden – mitt under solen (1976), Kvinna mitt på jorden (1976), Det faller ett träd (1978) och Vi ska mötas igen (1983). 1994 gjorde han filmen Pumans dotter tillsammans med Åsa Faringer, som belönades med en rad priser, däribland en Guldbagge för bästa regi. 2007 regisserade han Svarta nejlikan med Michael Nyqvist i huvudrollen.

## Filmografi
Regi
- 1969 – Lille Ludvig
- 1970 – Bara en katt
- 1971 – Hur man gör en platta
- 1971 – I rök och dans
- 1972 – Följ med och fiska
- 1976 – Kvinna mitt på jorden
- 1976 – Mitt på jorden – mitt under solen
- 1978 – Det faller ett träd
- 1983 – Vi ska mötas igen
- 1985 – M som i Mårten
- 1985 – Skiljevägen
- 1987 – Kaffebrigaden
- 1994 – Pumans dotter
- 1996 – Här vill jag leva – här vill jag dö
- 1996 – Svart är vackert?
- 2006 – Nedslag i helvetet
- 2007 – Svarta nejlikan

Manus
- 1970 – Bara en katt
- 1971 – Hur man gör en platta
- 1971 – I rök och dans
- 1976 – Kvinna mitt på jorden
- 1976 – Mitt på jorden – mitt under solen
- 1978 – Det faller ett träd
- 1983 – Vi ska mötas igen
- 1985 – M som i Mårten
- 1985 – Skiljevägen
- 1987 – Kaffebrigaden
- 1994 – Pumans dotter
- 1996 – Här vill jag leva – här vill jag dö
- 1996 – Svart är vackert?

Producent
- 1970 – Bara en katt
- 1971 – Hur man gör en platta
- 1971 – I rök och dans
- 1976 – Kvinna mitt på jorden
- 1978 – Det faller ett träd
- 1983 – Vi ska mötas igen
- 1985 – M som i Mårten
- 1985 – Skiljevägen
- 1996 – Här vill jag leva – här vill jag dö
- 1996 – Svart är vackert?
- 2000 – Street Love
- 2006 – Nedslag i helvetet

Foto
- 1970 – Bara en katt
- 1976 – Kvinna mitt på jorden
- 1976 – Mitt på jorden – mitt under solen
- 1978 – Det faller ett träd
- 1983 – Vi ska mötas igen
- 1987 – Kaffebrigaden